# Otmar Babić
Ot(h)mar Babić, hrvaški general, * 16. november 1861, † 1943.

## Življenjepis
Leta 1884 je končal Terezijansko vojaško akademijo. Naslednjih 16 let je nato služil v 85. in 95. pehotnemu polku. 
Upokojen je bil 1. januarja 1919.
Aprila 2011 so iz njegovega nagrobnika ukradli njegov bronasti poprsni kip, ki je bil zabeležen v popisu kulturnih spomenikov.

## Pregled vojaške kariere
Napredovanja
- poročnik: 18. avgust 1884
- generalmajor: 1. november 1918 (z dnem 27. novembrom 1918)